# NGC 5324
NGC 5324 (другие обозначения — MCG -1-35-16, IRAS13494-0548, PGC 49236) — спиральная галактика (Sc) в созвездии Дева.
Этот объект входит в число перечисленных в оригинальной редакции «Нового общего каталога».